# 9e étape du Tour d'Italie 1999
La 9e étape du Tour d'Italie 1999 s'est déroulée le 22 mai dans la région des Marches. Le parcours de 31 kilomètres était disputé contre-la-montre autour d'Ancône, dans la province homonyme. Elle a été remportée par le Français Laurent Jalabert de la formation espagnole ONCE.

## Récit
Laurent Jalabert remporte ce contre-la-montre et récupère le maillot rose, pour moins d'une seconde devant Marco Pantani, brillant 3e de l'étape.

## Classement de l'étape
| \| 1. \| Laurent Jalabert \| \| ONCE \| en \| \| \| 2. \| Serhiy Honchar \| \| Vini Caldirola \| + \| 25 s \| \| 3. \| Marco Pantani \| \| Mercatone Uno \| \| 55 s \| |                  |  |                |    |      |
| 1. | Laurent Jalabert |  | ONCE           | en |      |
| 2. | Serhiy Honchar   |  | Vini Caldirola | +  | 25 s |
| 3. | Marco Pantani    |  | Mercatone Uno  |    | 55 s |

## Classement général
| \| 1. \| Laurent Jalabert \| \| ONCE \| en \| \| \| 2. \| Marco Pantani \| \| Mercatone Uno \| + \| 0 s \| \| 3. \| Dario Frigo \| \| Saeco \| \| 58 s \| |                  |  |               |    |      |
| 1. | Laurent Jalabert |  | ONCE          | en |      |
| 2. | Marco Pantani    |  | Mercatone Uno | +  | 0 s  |
| 3. | Dario Frigo      |  | Saeco         |    | 58 s |